# Do 335戰鬥機
多尼爾 Do 335 Pfeil(箭式)是二戰期間由多尼爾開發出來的一款重戰機。雙人座的教練機被稱為Ameisenbär（食蟻獸）。由於兩具發動機獨特的縱列推拉式佈局使得阻力大減，使得Do 335的性能優於其它款的重型戰機。 納粹德國空軍全力支持以求能夠迅速投產扭轉戰局，但由於發動機交貨不斷延遲以至到終戰之前只有少數的飛機出廠。

## 設計與開發
Do 335可以回溯到第一次世界大戰，克勞迪斯·多尼爾設計過幾種使用遠端傳動螺旋槳的水上飛機，但由於傳動軸，後來改採縱向排列多個引擎的設計。之後在幾種多尼爾多引擎式水上飛機採用了縱向排列引擎構型，其中包括極為成功的Do J與巨人型Do X。為了消除引擎造成附加阻力而設計的遠端螺旋槳傳動裝置，首先嘗試於不甚成功的Do 14上，而後來在 Do 335 中使用的細長管狀驅動軸，則先是使用於四引擎雙縱向構型的 Do 26 水上飛機的後方發動機。
相較於傳統構型，也就是將引擎安裝在雙側機翼上，兩部引擎縱向排列有很多優點。最重要的是雖然裝有兩部引擎，但正面阻力僅相當於單引擎飛機，可以提升性能。重心也位在機身飛機中心線上或極為靠近，可提升滾轉率。此外，單一引擎故障不會導致推力不對稱，正常飛行時也沒有淨扭矩，因此飛機易於操控。 Do 335 後機身設計中的四面十字形尾翼包括一個腹側垂直尾舵，該組件從機身最後部向下突出，以在起飛時保護後螺旋槳免受意外地面撞擊所影響。因為有後方推進螺旋槳，本機裝備了彈射座椅，以便飛行員從受損的飛機中安全逃生，並在後螺旋槳和背鰭安裝座使用爆炸螺栓以在緊急彈射時拋棄後段機身，還裝有座艙蓋拋棄桿，位於前座艙內部的兩側，也就是由五片玻璃組成的擋風玻璃窗台下方，以便在彈射之前由上方拋棄座艙蓋。
在1939年，多尼爾忙於開發有關於縱列推拉式佈局的P.59高速轟炸機開發案。但在1940年早期，P.59開發案隨被取消，因為 赫爾曼·戈林下令取消在一年內無法完成的計畫。
在1942年5月，多尼爾提出可攜帶1,000 kg (2,200 lb)炸彈的P.231性能提升計畫案，是一款高速單人座轟炸機。 P.231成功的擊敗阿拉多，容克與布洛姆-福斯等競標廠商並被命名為Do 335. 在1942年秋天，多尼爾認為該機不久之後就可進入服役階段，但隨即變更需求成為多用途形的戰鬥機，進而導致原型機的延遲出廠。
該機整合可以輸出達1,750馬力 (1,287 kW, 1,726 hp)的戴姆勒－朋馳 DB 603A發動機，首架Do 335 V1原型機，工廠編號(無線電代碼)為CP+UA，於1943年10月26日由多尼爾首席試飛員Hans Dieterle進行試飛。 Dieterle對於該機在飛行時所表現出優異的加速度，轉彎半徑與操控性大感驚艷；評道雖然是一款雙引擎重戰機卻有如單引擎戰機般的靈巧。 但在Do 335初期試飛期間持續的數種問題，也在該機短暫的歷史中造成災難。主要在於起落架與起落架舱门太過脆弱，這讓他們被迫取消剩餘V1原型機的試飛。 V1總共由3名試飛員來進行27次的試飛。 在1943年12月31日，完工後的Do 335 V2原型機，工廠編號(無線電代碼)為CP+UB，再一次由試飛員Hans Dieterle進行首次試飛。 V2配備屬於升級版的DB603 A-2型發動機。在1944年1月20日，完工後的Do 335 V3原型機，工廠編號(無線電代碼)為CP+UC，並由試飛員Werner Altrogge進行首次試飛。 提供V3的動力來源屬於DB603 G-0型發動機，在主要座艙罩的兩翼側面版上各具有一個。在V3原型機試飛之後，於1944年1月中期，帝國航空部下令生產5架的原型機(V21–V25)以預備生產夜戰機。 在1944年前期，Do 335已經累積超過60小時的飛行時數；結果報告顯示它具有極佳飛控能力更是極快的飛機。

## Do 335 各種機型

### A系列
- A-0: A-1的预生产型（产量10架）
- A-1: 战斗机
- A-4: 无武装大航程 侦察机
- A-6: 配备FuG 217/218 “Neptun“雷达的双座夜间战斗机 [3]
- A-10/A-12: 双座 教练机

### B系列
该系列的特点是更强的引擎和细节优化。
- B-1: 战斗机
- B-2: 机翼上添加两个MK 103航空机炮的重型战斗机/驱逐机
- B-3: 驱逐机
- B-4: 高空型驱逐机，加长翼展
- B-5: 双座教练机
- B-6: 双座夜间战斗机

## Do 335性能諸元資料
基本信息
- 机组：1

性能
武器

- 1 × 30毫米（1.18英吋） MK 103機炮 (安裝於螺旋槳軸內)
- 2 × 20毫米MG 151機炮
- 最大1,000公斤（2,200磅）炸彈